# André Corboz
André Corboz (Petit Saconnex, 5 giugno 1928 – Collonge-Bellerive, 4 giugno 2012) è stato un docente svizzero.

## Biografia
Figlio di Ernst Alfred e Jeanne Rauss nasce a Petit Saconnex il 5 giugno 1928 e muore il 4 giugno 2012 a Collonge-Bellerive . 
Trascorre l'infanzia a Ginevra vivendo con la famiglia presso la Prigione di Sant'Antoine, diretta dal padre è direttore; qui conduce i propri studi che lo portano nel 1948 ad ottenere la licenza superiore di tipo A presso il Collège de Genève e il 31 marzo 1952 il diploma in giurisprudenza all'Università di Ginevra. Nel corso dei suoi studi universitari si distingue per aver ottenuto, per due anni, il Prix Hentsch per la letteratura francese conferito dall'Università di Ginevra. Più tardi, nel 1981, consegue il dottorato in Lettere e scienze umane e sociali all'Università di Grenoble con una tesi intitolata La Venise imaginaire de Canaletto (pubblicata in italiano col titolo Canaletto. Una Venezia immaginaria) ricerca condotta con Gilbert Durand come relatore . 
Dopo la laurea svolge diversi lavori e al contempo collabora con alcuni periodici svizzeri, quali La Tribune de Genève, il Journal de Genève/Samedi littéraire, il Verkehrsverein di Berna e Radio TV Je vois tout, per i quali scrive articoli sulla storia delle architetture cittadine. L'interesse per la storia dell'architettura lo porta a cimentarsi nella ricerca sulle origini di Carouge, una città alle porte di Ginevra fondata alla fine del Settecento  e culmina nel 1967 con la chiamata all'Università di Montreal come professore assistente alla cattedra di Storia dell'Architettura. Vi rimane fino al 1980, quando rientra in Svizzera, chiamato a sostituire Paul Hofer alla cattedra di Storia dell'urbanistica al Politecnico di Zurigo. Va in pensione nel 1993.
Ha ottenuto numerosi premi e riconoscimenti in Europa e nelle Americhe, tra cui Prix Arthur de Claparède concesso nel 1970 da parte dell'Università di Ginevra per l'Invention de Caroug, e i due dottorati Honoris causa conferiti dall’Università di Ginevra nel 2003 e dall’Università del Québec di Montreal nel 2009.
Meno conosciuta è la sua attività artistica che declina in gioventù scrivendo poesie, raccolte nel libro Châtiment des victimes, e successivamente come fotografo, realizzando migliaia di diapositive nel corso dei suoi viaggi.

### Archivio e biblioteca
Il fondo "André Corboz"  è stato donato alla Biblioteca dell'Accademia di architettura di Mendrisio per volontà dello stesso e dei famigliari. Il fondo è costituito dalla documentazione archivistica, dai circa 25.000 volumi della libreria di casa e da circa 46.000 diapositive digitalizzate e in corso di descrizione sull'archivio digitale Iconoteca dell'Accademia di architettura.

## Pubblicazioni
- Châtiment des victimes, Boudry, A la baconniere, 1960
- Invention de Carouge 1772-1792, Losanna, Payot, 1968
- Haut Moyen Age, Friburgo, Office du Livre, 1970
- Peinture militante et architecture révolutionnaire: à propos du thème du tunnel chez Hubert Robert, Bâle, Stuttgart : Birkhäuser, 1978
- Canaletto. Una Venezia immaginaria, 2 volumi, Milano, Electa, 1985
- Stadt der Planer, Stadt der Architekten, Zürich, Verlag der Fachvereine an den schweizerischen Hochschulen und Techniken, 1988
- Saggi sull'arte, il metodo, la città e il territorio, a cura di P. Viganò, Milano, Franco Angeli, 1998
- Die Kunst, Stadt und Land zum Srechen zu bringen, Basel, Boston, Berlin, Birkhäuser, 2001
- Le territoire comme palimpseste et autres essays, Besançon, Editions de l'Imprimeur, 2001
- Deux capitales françaises. Saint-Pétersburg et Washington, Gollion, 2003.